# Alcoba de la Torre
Alcoba de la Torre es una localidad española del municipio de Alcubilla de Avellaneda, perteneciente a la provincia de Soria, en la comunidad autónoma de Castilla y León.

## Geografía
Forma parte de la comarca de las Tierras del Burgo y en el partido judicial de El Burgo de Osma. Desde el punto de vista jerárquico de la Iglesia católica forma parte de la diócesis de Osma la cual, a su vez, pertenece a la archidiócesis de Burgos.
Está ubicada en la comarca natural formada por los ríos Perales, Pilde y Espejón, limitada al este por la sierra de Nafría. La villa queda situada a la margen derecha del riachuelo Pilde, que va a desaguar en el Duero. Confina con Coto Valverde, Brazacorta, Zayas de Báscones y Alcubilla.

## Historia
El nombre de esta villa es de origen arábigo. Pascual Madoz escribe de esta villa que fue castigada por Almanzor en el año 985 por sublevarse, y en 989 casi la destruyó, apuntando que sufrió varias desventuras por tratarse de un lugar rayano a los musulmanes, tras el intento fallido de tomar en agosto San Esteban de Gormaz, favorecido por la traición de su hijo, Almanzor toma Osma y pone sitio durante dos meses a Alcoba, tomándola finalmente y prácticamente destruyéndola. 
En el censo de 1879, ordenado por el conde de Floridablanca,  figuraba como villa  del partido de Aranda de Duero en la intendencia de Burgos,  con jurisdicción de señorío y bajo la autoridad del alcalde ordinario, nombrado por el marqués de Torreblanca.  Contaba entonces con 104 habitantes.
Sebastián Miñano  lo describe a principios del siglo XIX como villa de señorío, en castilla la Vieja, provincia de Burgos, partido de Aranda de Duero, obispado de Osma, con  alcalde ordinario, 30 vecinos, 146 habitantes, una parroquia aneja de Alcubilla, un pósito.
A la caída del Antiguo Régimen la localidad se constituyó en municipio constitucional en la región de Castilla la Vieja, partido de El Burgo de Osma, que en el censo de 1842 contaba con 21 hogares y 84 vecinos.

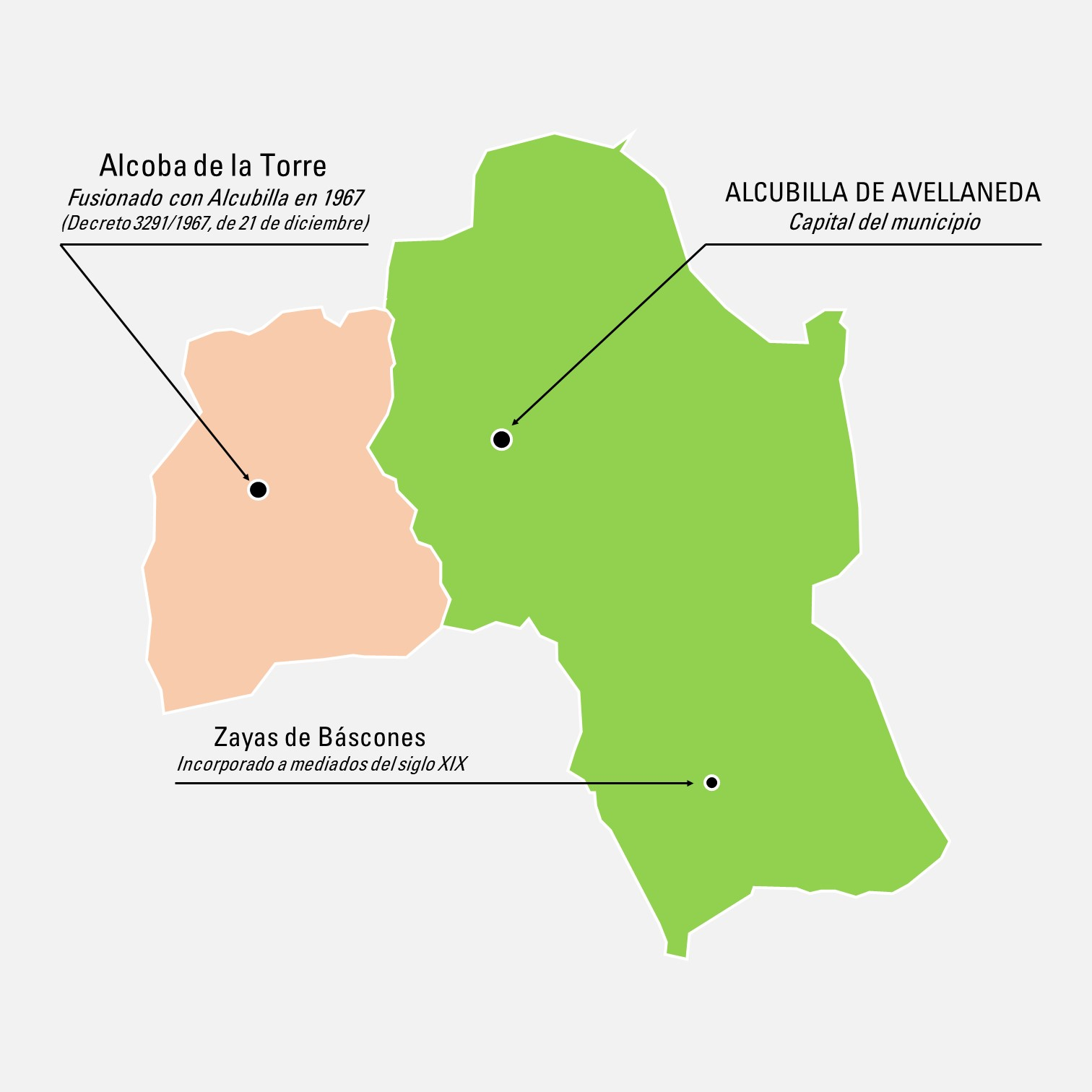
Delimitación de los antiguos municipios de Alcoba de la Torre y Alcubilla de Avellaneda antes de su fusión en 1967

El municipio de Alcolba de la Torre desapareció en 1967, al fusionarse con el de Alcubilla de Avellaneda.

## Demografía
| Gráfica de evolución demográfica de Alcoba de la Torre entre 1842 y 1960 |
| |
| Población de derecho según los censos de población del INE Población de hecho según los censos de población del INEEntre el censo de 1970 y el anterior, este municipio desaparece porque se integra en el municipio 42007 (Alcubilla de Avellaneda) |

En el año 1981 contaba con 66 habitantes, concentrados en el núcleo principal, pasando a 35 en 2010, 19 hombres y 16 mujeres.
| Gráfica de evolución demográfica de Alcoba de la Torre entre 2000 y 2017                         |
|                                                                                                  |
| Población de derecho (2000-2017) según los censos de población del INE a 1 de enero de cada año. |

## Patrimonio

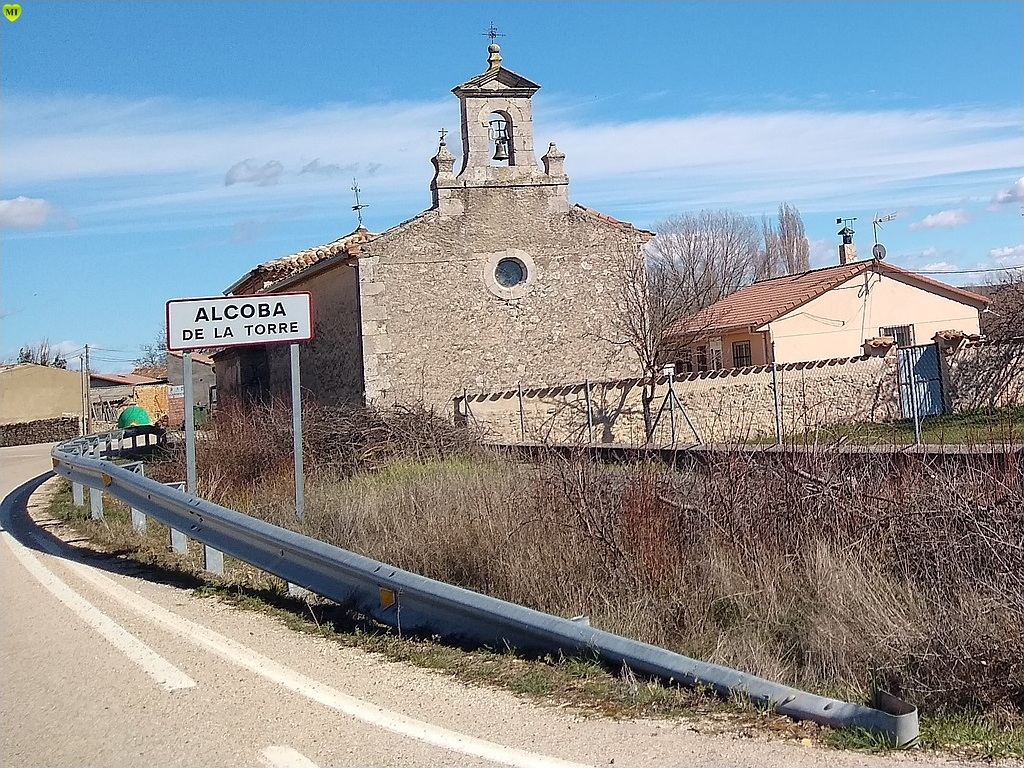
Ermita de la Soledad

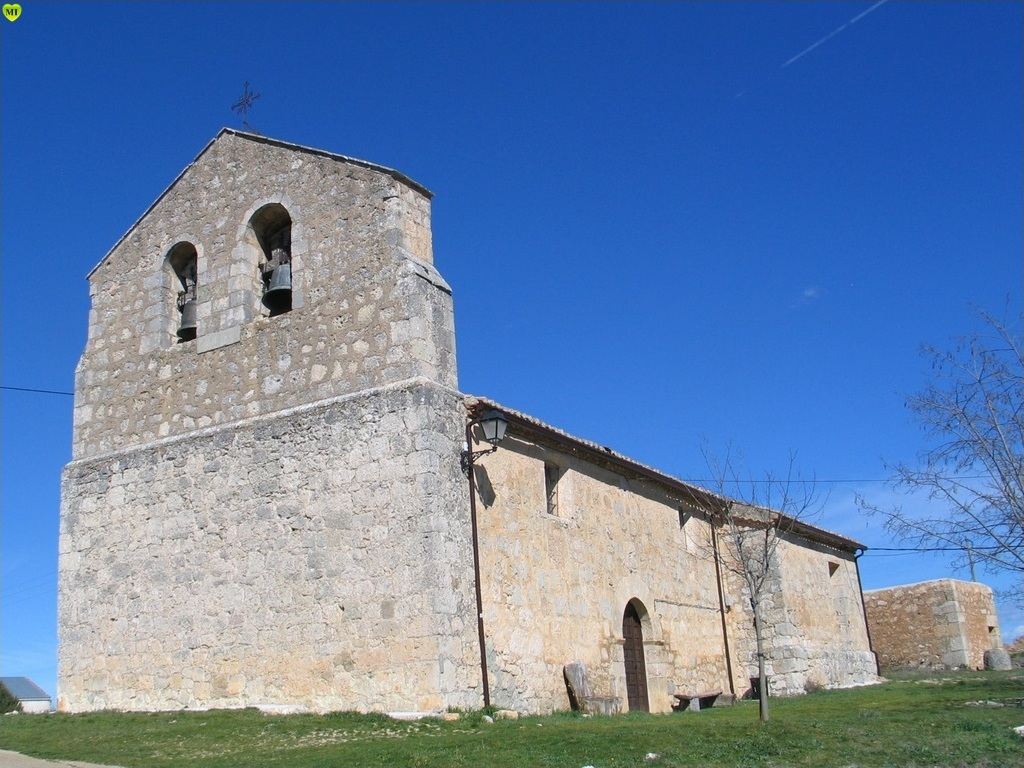
Iglesia de San Román

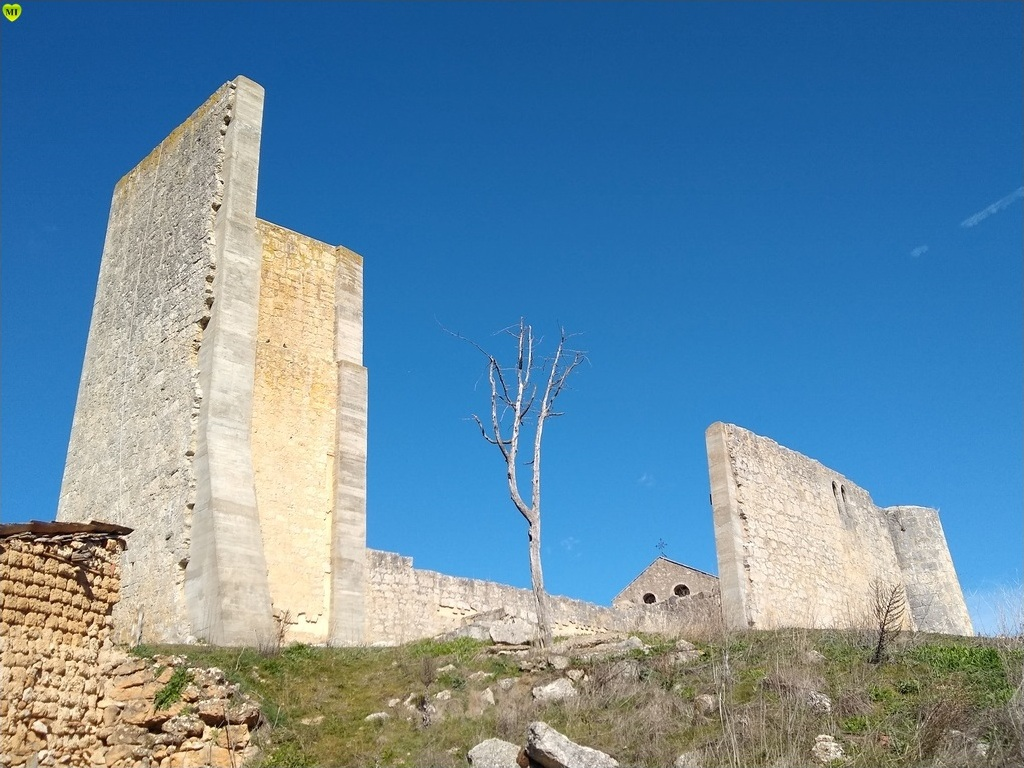
Castillo

Iglesia parroquial católica de San Román. 
Ermita de la Soledad. 
Fortaleza constituida inicialmente por torre cuadrada, a la que posteriormente se añadió un recinto murado pon patio en su interior, probablementre cubierto. A pesar de tratarse de un monumento se encuentra en estado de ruina progresiva. Después de la Reconquista perteneció al arcipreste de San Esteban y al señorío del marqués de Torreblanca.
Despoblado de Valdemolinos.
Ermita que llaman de La Cava, en un pequeño otero, cerca de Guijosa, y que tal vez fue la iglesia del despoblado de Las Cabañuelas, próximo al edificio.

## Fiestas y costumbres
Celebran en Semana Santa la "La Carrera" con una representación por los propios vecinos donde el escenario son las mismas calles del pueblo, desde el Castillo donde transcurre gran parte de la obra, hasta las Eras. Existen datos de que esta escenificación se realiza desde 1908
Ejercían la costumbre de llamar a concejo a los vecinos para recompensar con vino el trabajo de hacendera de los vecinos, bebiendo todos en dos tazas de plata.